# Roberto de Craon

Escudo de armas de Roberto de Craon.

Roberto de Craon (? - 13 de enero de 1147) señor de Craon. Desde junio de 1136 hasta el 13 de enero de 1147 ocupó el cargo de gran maestre de la Orden del Temple.

## Biografía
No se conoce con exactitud la fecha de su nacimiento; pero se sabe que fue hijo de Renaud de Craon, siendo el segundón de la familia. Se instala en Aquitania, donde mantiene relaciones con la hija del señor del Angoumois y cuando le llega la noticia de la fundación de la Orden del Temple por Hugo de Payens, deja a su novia y marcha hacia Palestina para convertirse en templario. Tanto por su valor militar como por su piedad se impone rápidamente en el seno de la Orden, al punto de que es designado Gran Maestre en junio de 1136, a la muerte de su fundador.
Destaca como un brillante organizador y hace de la Orden del Temple la auténtica promotora de los Estados Latinos de Oriente. Su papel legislativo interno es muy importante y consigue que el 29 de marzo de 1139 el papa Inocencio II, mediante la bula «Omne datum optimum» conceda a la Orden numerosos privilegios. Así, los Templarios son excluidos del pago del diezmo, no están sometidos a la jurisdicción episcopal (lo que significa que la Orden cuenta con sus propios eclesiásticos) y son autorizados a llevar la cruz roja sobre sus mantos blancos.
Roberto de Craon no tuvo tanto éxito en el terreno militar. Apenas elegido, derrota al emir de Alepo; pero permite a sus caballeros entregarse al pillaje, facilitando que las tropas del emir se vuelvan contra ellos y los descuarticen. Robert de Craon autoriza a los templarios de España a lanzar una importante expedición (cerca de 70 naves) contra Lisboa, pero resulta también un fracaso. En 1140, los templarios se enfrentan heroicamente a un ejército turco mucho más numeroso en la batalla de Técua.
Aunque el cronista Guillermo de Tiro le cita como participante en 1148 en la Segunda Cruzada, parece que Robert de Craon falleció el 13 de enero de 1147. En efecto, el registro de defunciones de la parroquia de Reims señala su muerte el día de los idus de enero, o sea el día 13, y su sucesor, Everardo des Barrès, toma posesión de su cargo en abril de 1147.
| Predecesor: Hugo de Payens | Gran maestre de la Orden del Temple 1136 - 1147 | Sucesor: Evrard des Barrès |